# Mihail Jurjevič Lermontov
Mihail Jurjevič Lermontov (tudi Lermantov) [miháil júrjevič lérmontov] (rusko Михаи́л Ю́рьевич Ле́рмонтов/Ле́рмантов), ruski romantični pesnik, pisatelj in dramatik, * 15. oktober (3. oktober ruski koledar) 1814, Moskva, † 27. julij (15. julij) 1841, Pjatigorsk, Stavropolski kraj, Rusija.

## Življenje
Lermontov je mladost preživel na posestvu bogate plemiške babice, saj mu je mati zgodaj umrla, oče, ki v družini ni bil zaželen, pa se je v zameno za sinovo dobro izobrazbo otroku odpovedal. Lermontov je že zelo zgodaj začel prebirati Byrona, Schillerja in Puškina ter pisati. Po dveh letih šolanja na moskovski filozofski fakulteti je moral zaradi spora z enim izmed svojih profesorjev zapustiti univerzo. Preselil se je v Sankt Peterburg, kjer se je vpisal v šolo gardijskih podpraporščakov in konjeniških junkerjev. Lermontov je vsej Rusiji postal znan leta 1837, ko je napisal pesem Pesnikova smrt, v kateri ostro kritizira carski dvor, ker je po njegovem uredil, da je bil pisatelj in pesnik Puškin ubit v dvoboju. S to pesmijo je izrazil vso žalost in jezo ruskega naroda, ki jo je hitro vzelo za svojo. Ko so oblasti izvedele, kdo je avtor pesmi, so Lermontova obtožile, aretirale in poslale na Kavkaz. Vendar pa se je na prošnjo njegove babice in sorodnikov leta 1838 vrnil v Sankt Peterburg. Umrl je v dvoboju, star komaj 27 let. 
Cenijo ga kot izjemno nadarjenega poeta, pisatelja in dramatika, vrednega naslednika Puškina, ki je izpostavil in upodobil najboljše izmed ruske tradicionalne literature.

## Dela
- roman v prozi Junak našega časa
- drama v verzih Maškarada
- pesnitvi Mciri in Demon
- pesmi Jadro, Berač, Angel, Borodino, Pesnikova smrt, Duma